# Grandma
Grandma es una película de comedia y drama estadounidense escrita, producida y dirigida por Paul Weitz. La película tuvo su estreno en el Festival de Cine de Sundance 2015, el 30 de enero y sirvió como la película de la noche de clausura.
Lily Tomlin en su primer protagónico después de 27 años, luego de coprotagonizar con Bette Midler en la comedia de 1988 "Big Business". Es la segunda colaboración entre Tomlin y Weitz, quién anteriormente la dirigió en su película "Admission" del 2013.

## Argumento
Elle acaba de romper con su pareja Olivia, cuando su nieta Sage aparece inesperadamente pidiéndole dinero con urgencia. Aún dolida por su ruptura sentimental, la abuela Elle y Sage pasarán todo el día intentando conseguir dinero visitando a antiguos amigos, lo que hará que comiencen a desvelarse secretos del pasado.

## Reparto
- Lily Tomlin como Ellie Reid.
- Julia Garner como Sage.
- Marcia Gay Harden como Judy.
- Judy Greer como Olivia.
- Laverne Cox como Deathy.
- Elizabeth Peña como Carla.
- Nat Wolff como Cam.
- John Cho como Chau.
- Sam Elliott como Karl.
- Mo Aboul-Zelof como Ian.
- Sarah Burns

## Producción

### Desarrollo
Paul Weitz tuvo la idea de la historia durante muchos años, pero nunca se completó hasta que conoció a Lily Tomlin, diciendo: "Después de conocer a Lily, su voz y carácter inmediatamente hicieron un clin conmigo, había pensado en ella durante años, así que tuve un montón de trabajo en mi cabeza y luego me fui a una cafetería y escribí rapidamemte".

### Filmación
La filmación tomó lugar en Los Ángeles en primavera de 2014, y se completó en 19 días.

## Marketing y promoción
Sony Pictures Classics adquirió los derechos de distribución de la película en Estados Unidos, después de haberse estrenado en Sundance. Una escena de la película en la que Tomlin y Garner aparecen, se estrenó el 22 de enero de 2015.

## Recepción
Grandma recibió elogios de la crítica en su estreno en el Festival de Cine de Sundance 2015, en particular Tomlin en la actuación de Ellie recibiendo elogios. La película tiene una puntuación de "certificado fresco" del 80% en Rotten Tomatoes, basado en 5 críticas, con una calificación media de 5.8 sobre 10.
Scott Foundas de Variety la llamó "una comedia familiar inicialmente ventosa sobre madres, hijas y abortos que se cuela lentamente contigo y te dan cosas importantes de un golpe.

## Estreno
La película tuvo su estreno en cines, el 21 de agosto de 2015 por Sony Pictures Classics.